# 范斯瓦利 (喬治亞州)
范斯瓦利（英語：Vans Valley）是位於美國喬治亞州弗洛伊德縣的一個非建制地區。該地的面積和人口皆未知。

## 地理
范斯瓦利的座標為34°07′53″N 85°19′24″W / 34.13139°N 85.32333°W，而該地的平均海拔高度為193米（即633英尺）。